# Dolina Loary
Dolina Loary – kraina historyczna Francji, na obszarze której znajduje się ponad 300 średniowiecznych i renesansowych zamków oraz pałaców doby oświecenia usytuowanych nad Loarą i jej dopływami.
Za turystyczną stolicę regionu, z racji swego położenia i kuchni, uznawane jest Tours. Na drugim miejscu znajduje się Angers, lecz więcej zabytków mają takie historyczne miasta, jak Amboise, Blois, Saumur i Beaugency, rozrzucone wzdłuż rzeki. Tradycyjnie rozumiana Dolina Loary to ciąg majestatycznych zamków, wśród których są niezwykle malowniczy Château Azay-le-Rideau oraz otoczony pięknymi ogrodami zamek w Villandry. Dalej na północ znajdują się miasta Le Mans i Chartres ze średniowiecznymi katedrami otoczone murami galorzymskimi. Leżące na zachodzie regionu Nantes jest portem i bramą na Atlantyk.

## Wprowadzenie
Dolina Loary (franc. Le Val de Loire) nazywana jest Ogrodem Francji i Kolebką języka francuskiego. Jest znana i podziwiana ze względu na architekturę także takich miast jak Chinon, Nantes, czy Orlean i opromienionych sławą zamków.
Dolina Loary, wraz z jej licznymi pomnikami kultury, stanowi renesansowy i oświeceniowy wizerunek sztuki europejskiej. To połączenie piękna krajobrazu z kulturalnym dziedzictwem, którego obrazem są tutejsze miasta, wioski, liczne zamki i produkowane w regionie wino, decyduje o wyjątkowości doliny.
2 grudnia 2000 roku UNESCO wpisało środkową część doliny rzeki, pomiędzy ujściami Maine i Sully-sur-Loire, na swoją prestiżową Listę Światowego Dziedzictwa. Wybierając ten obszar, na który składają się departamenty Loiret, Loir-et-Cher, Indre i Loara i Maine i Loara, komitet w uzasadnieniu podał, że Dolina Loary stanowi:
„an exceptional cultural landscape, of great beauty, comprised of historic cities and villages, great architectural monuments – the Châteaux – and lands that have been cultivated and shaped by centuries of interaction between local populations and their physical environment, in particular the Loire itself” (wyjątkowy krajobraz kulturowy, o wielkim pięknie, składający się z historycznych miast i wiosek, wielkich zabytków architektonicznych - zamków - i ziem, które były kultywowane i kształtowane przez stulecia wzajemnego oddziaływania między miejscową ludnością a ich środowiskiem fizycznym, w szczególności z Loarą).

## Historia

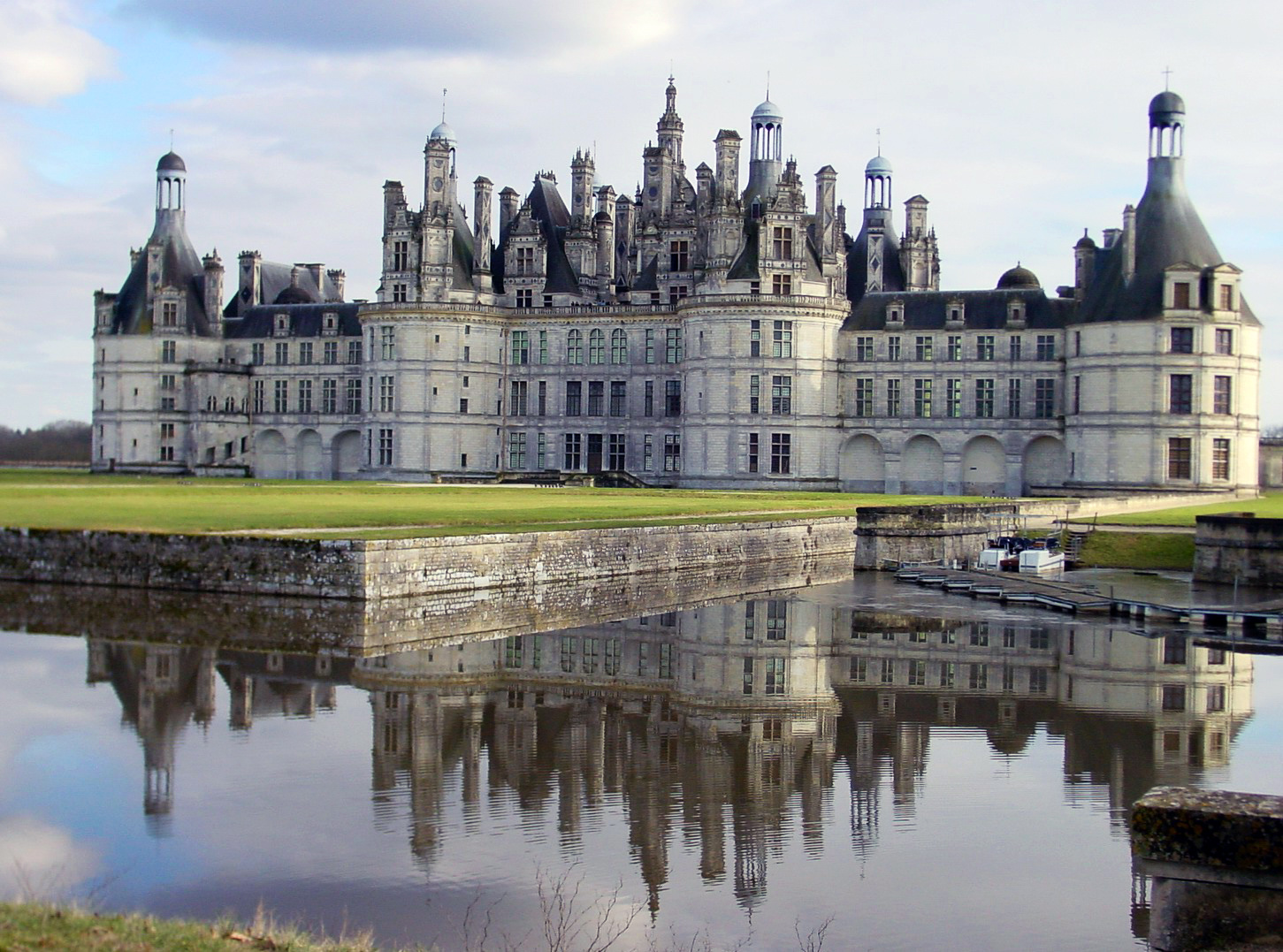
Zamek w Chambord

Dolina była zamieszkana już w czasach galijskich, ale decydującą przyczyną powstania wspaniałych budowli w dolinie Loary była nowa koncepcja rezydencji.
Pojawiła się ona po powrocie Walezjuszów z wojen w Italii. Okazało się bowiem, że istniejące zamki średniowieczne nie mają już racji bytu, tym bardziej, że zapanował okres pokoju.
Karol VIII, Ludwik XII i Franciszek I zaczęli naśladować włoski styl życia, w którym o potędze władzy królewskiej świadczyła kultura, elegancja i przepych.
Większość zamków pochodzi z okresu renesansu i została zaprojektowana dla królów i arystokratów francuskich przez włoskich artystów. Istnieje także kilka zamków pochodzących z okresu wczesnego średniowiecza.
W połowie XVI wieku król Franciszek I przemieścił ośrodek sprawowania władzy z powrotem znad Loary do Paryża. Wielcy architekci podążyli za nim, ale Dolina Loary nadal dla arystokracji francuskiej pozostała miejscem wypoczynku. Wstąpienie na tron Ludwika XIV w połowie XVII wieku ponownie uczyniło z Paryża także miejsce wypoczynku – gdy król zbudował pałac w Wersalu. Niemniej jednak ci, którzy cieszyli się łaską królewską, a byli bogaci, odnawiali stare zamki lub budowali zupełnie nowe letnie rezydencje nad Loarą.
Podczas rewolucji francuskiej część zamków została zburzona lub splądrowana. Ich dawni właściciele stracili życie na gilotynie. W czasie obu wojen światowych niektóre zamki pozamieniano na kwatery dowódcze różnych armii.
Dzisiaj te zamki, które pozostały w rękach prywatnych, służą ich właścicielom jako miejsca zamieszkania (w kilku przypadkach dostępne dla turystów), jednak większość to hotele i pensjonaty. Niektóre zajmują władze lokalne różnych szczebli, a największe, jak zamek w Chambord, znajdują się w gestii rządu francuskiego, jako odwiedzane przez setki tysięcy turystów rocznie muzea.

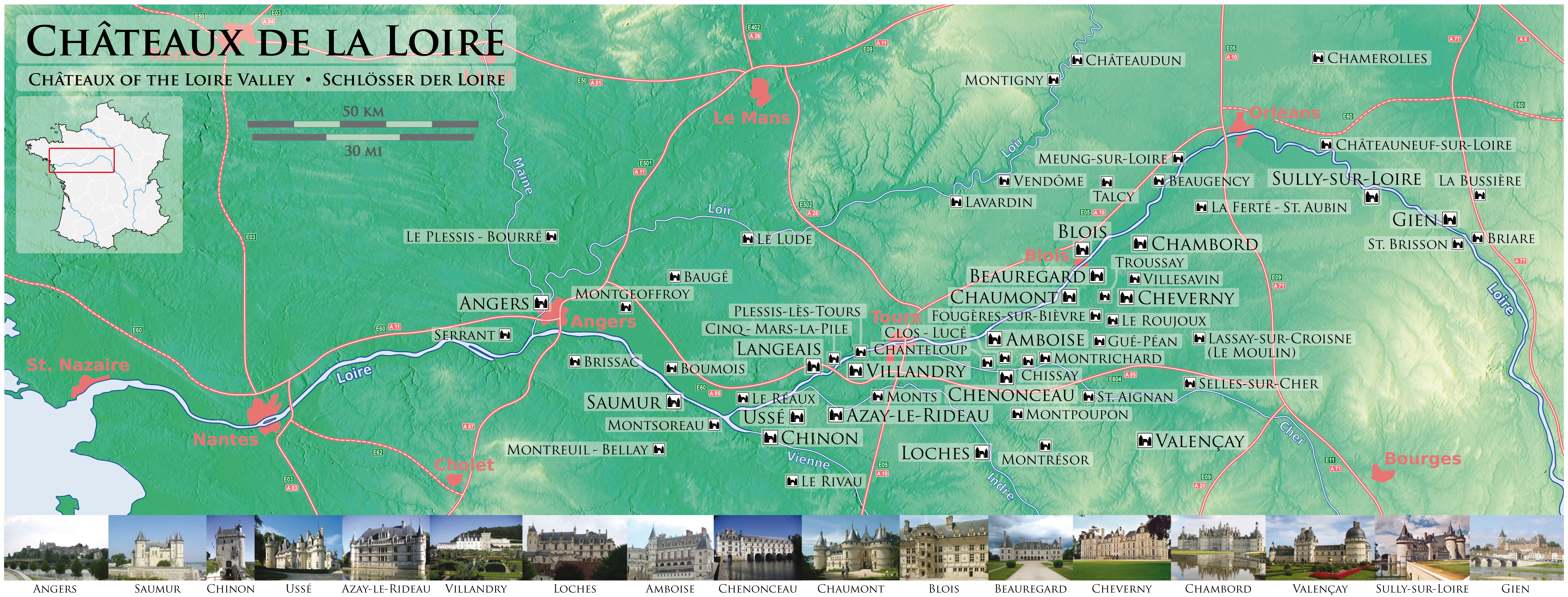
Mapa z wybranymi zamkami nad Loarą

## Lista zamków

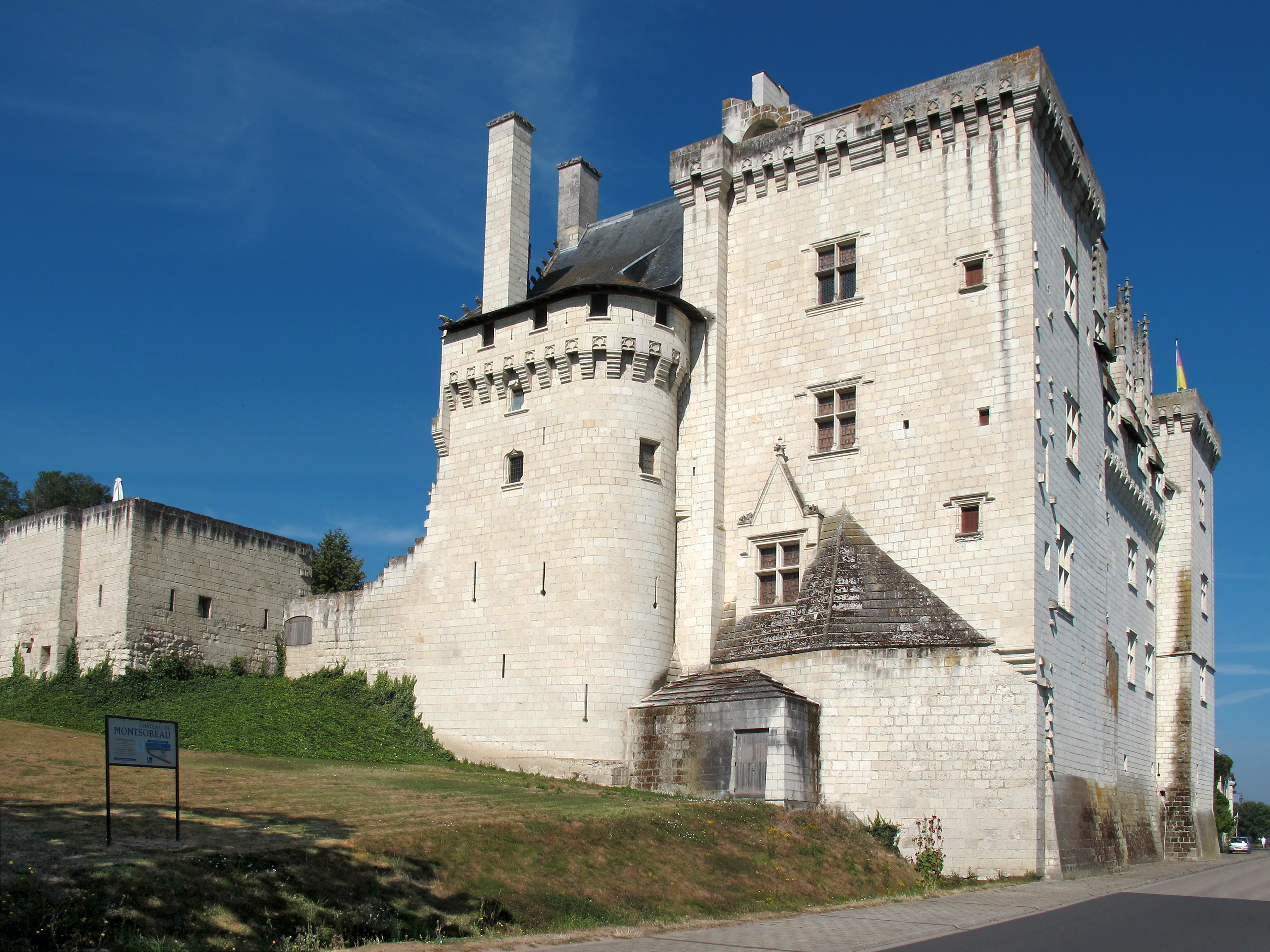
Zamek w Montsoreau

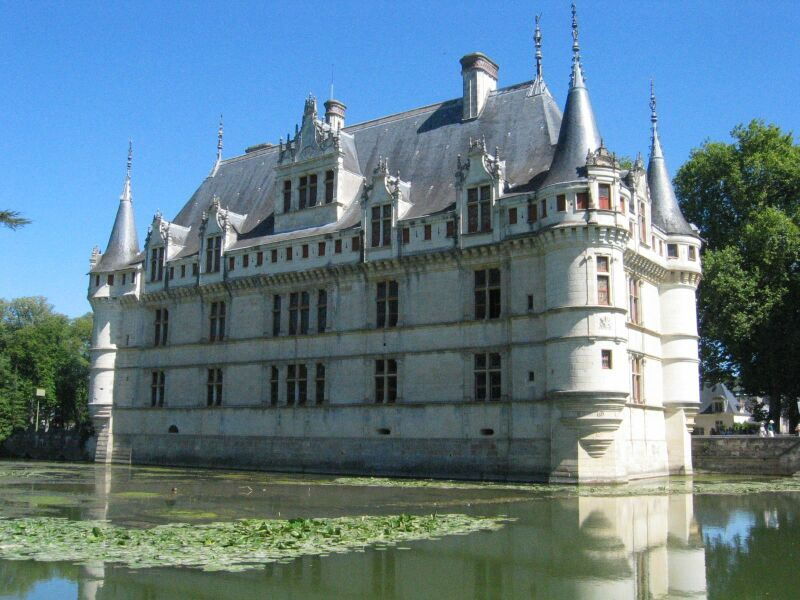
Zamek w Azay-le-Rideau

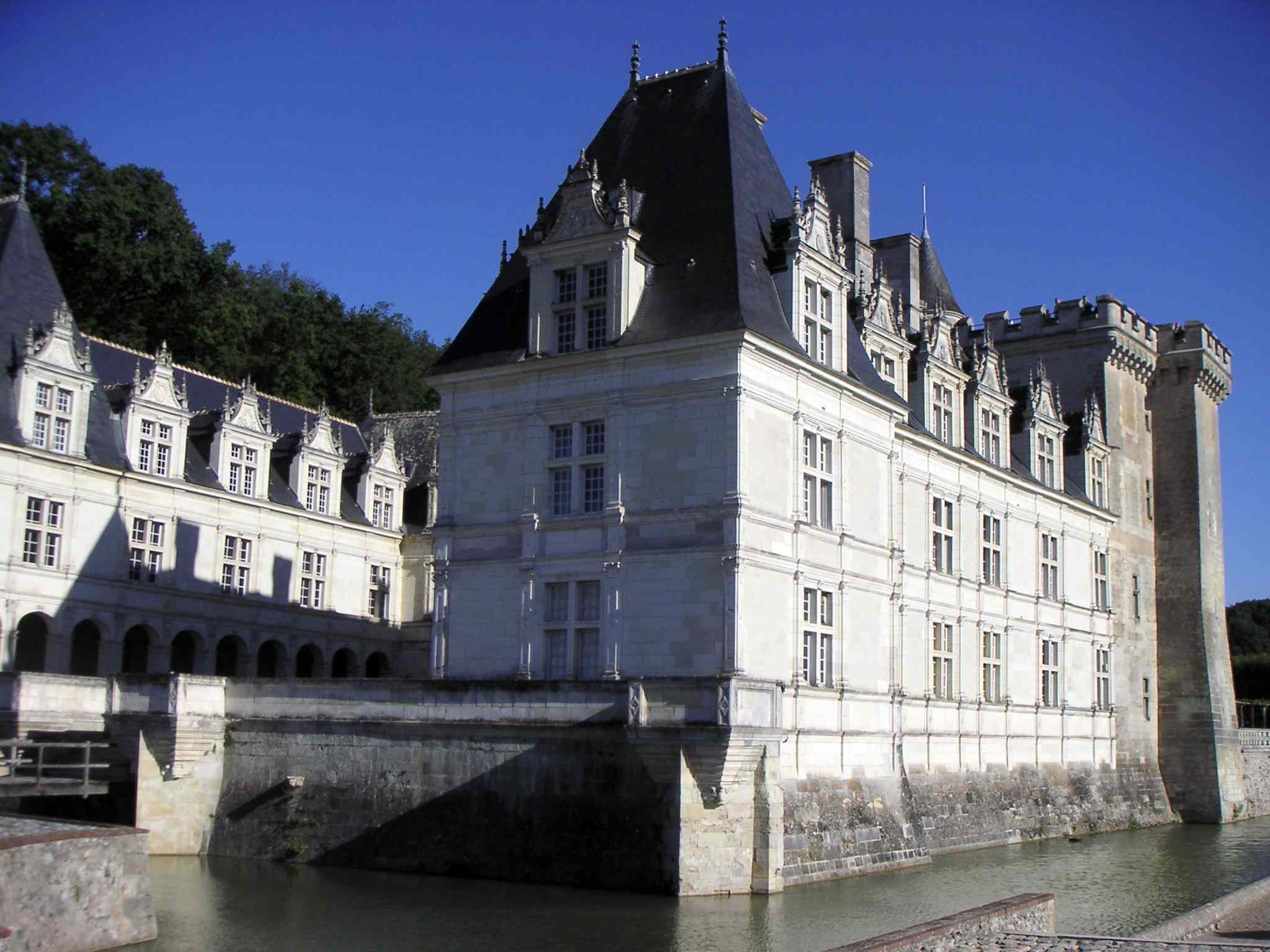
Zamek w Villandry

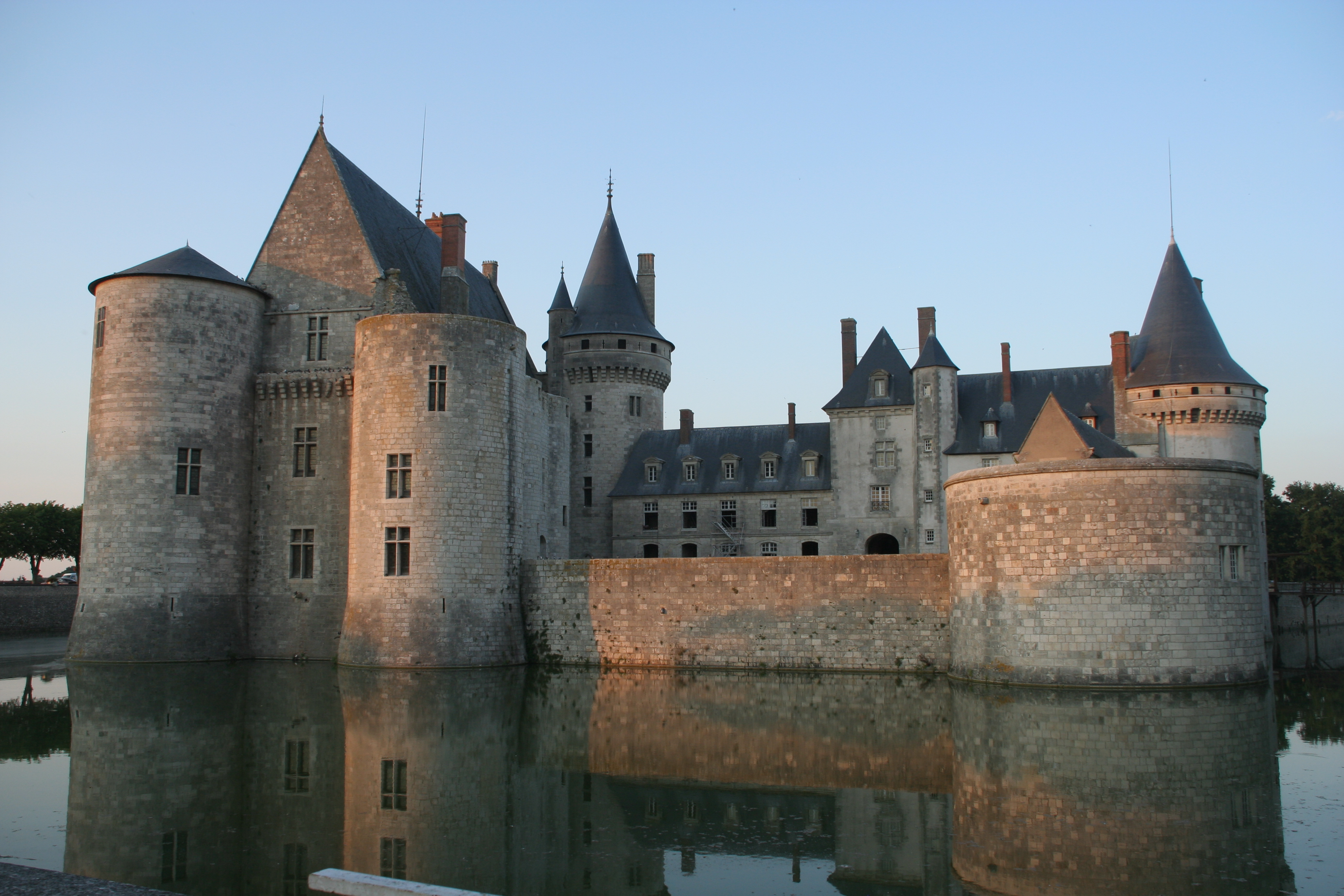
Zamek w Sully-sur-Loire

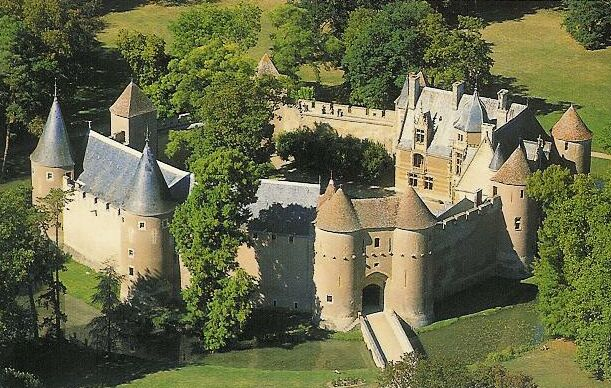
Zamek Ainay-le-Vieil

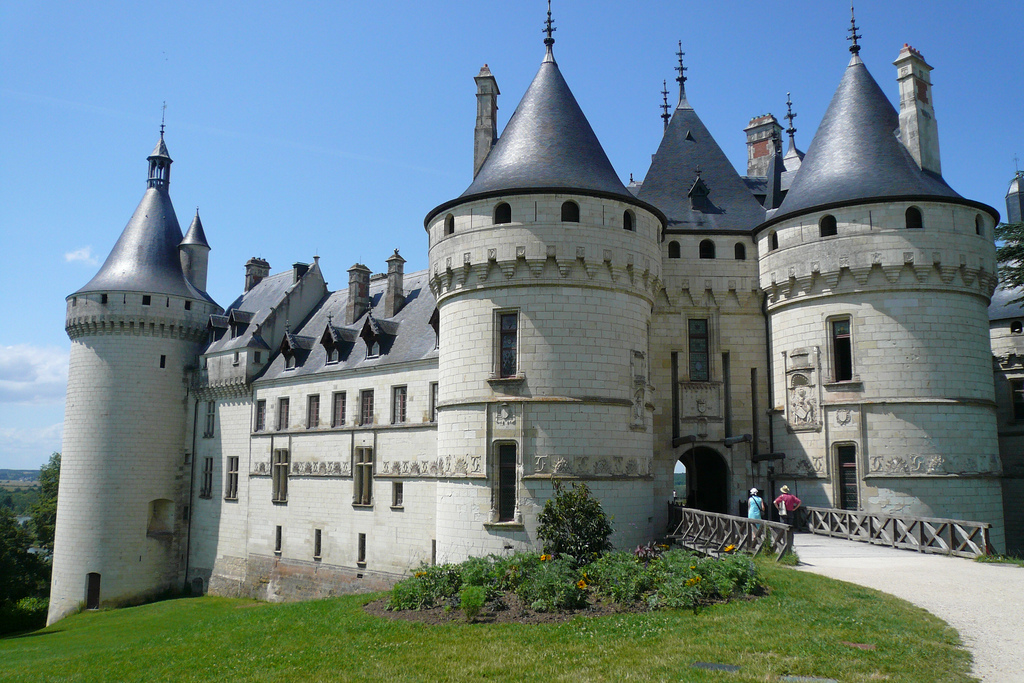
Zamek w Chaumont

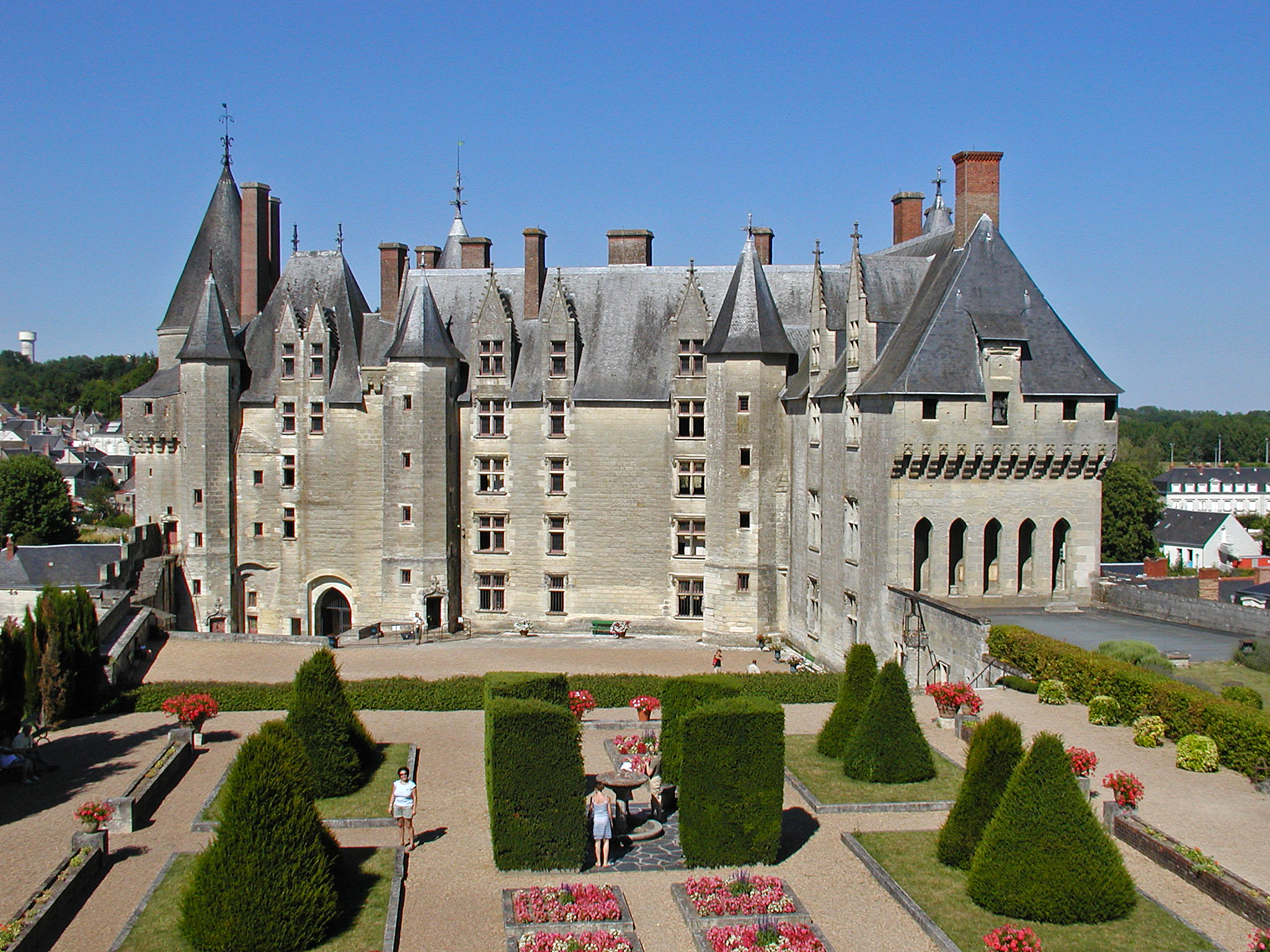
Zamek w Langeais

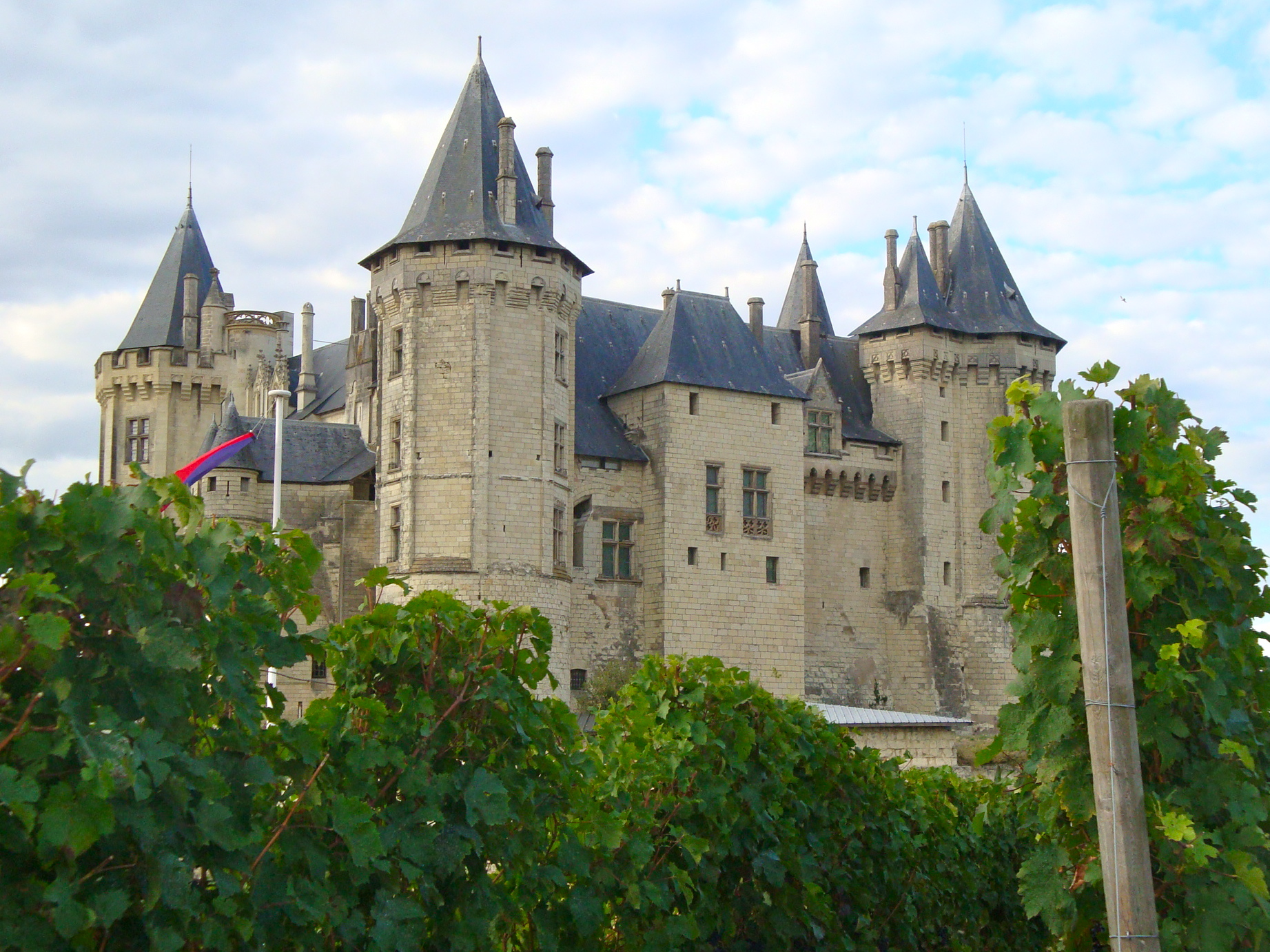
Zamek w Saumur

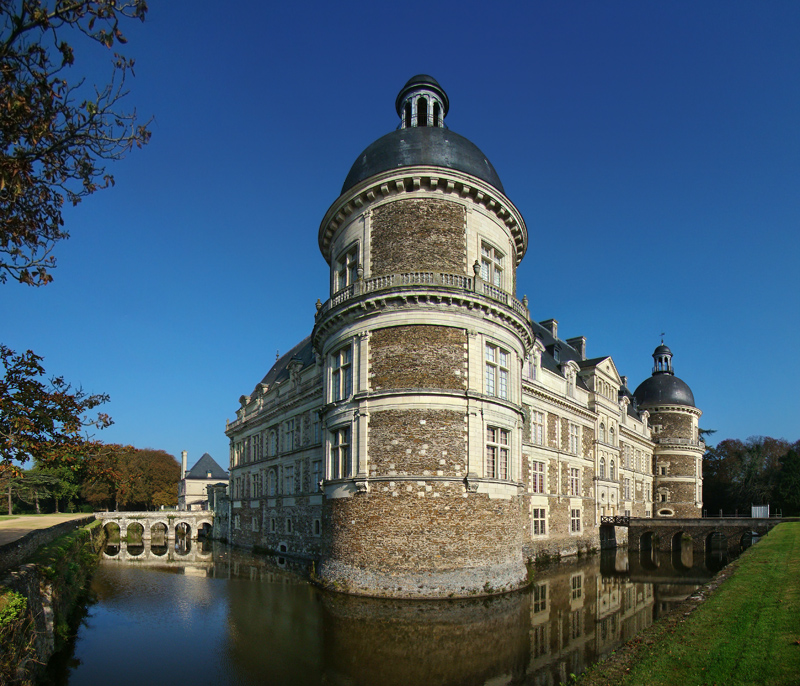
Zamek w Serrant

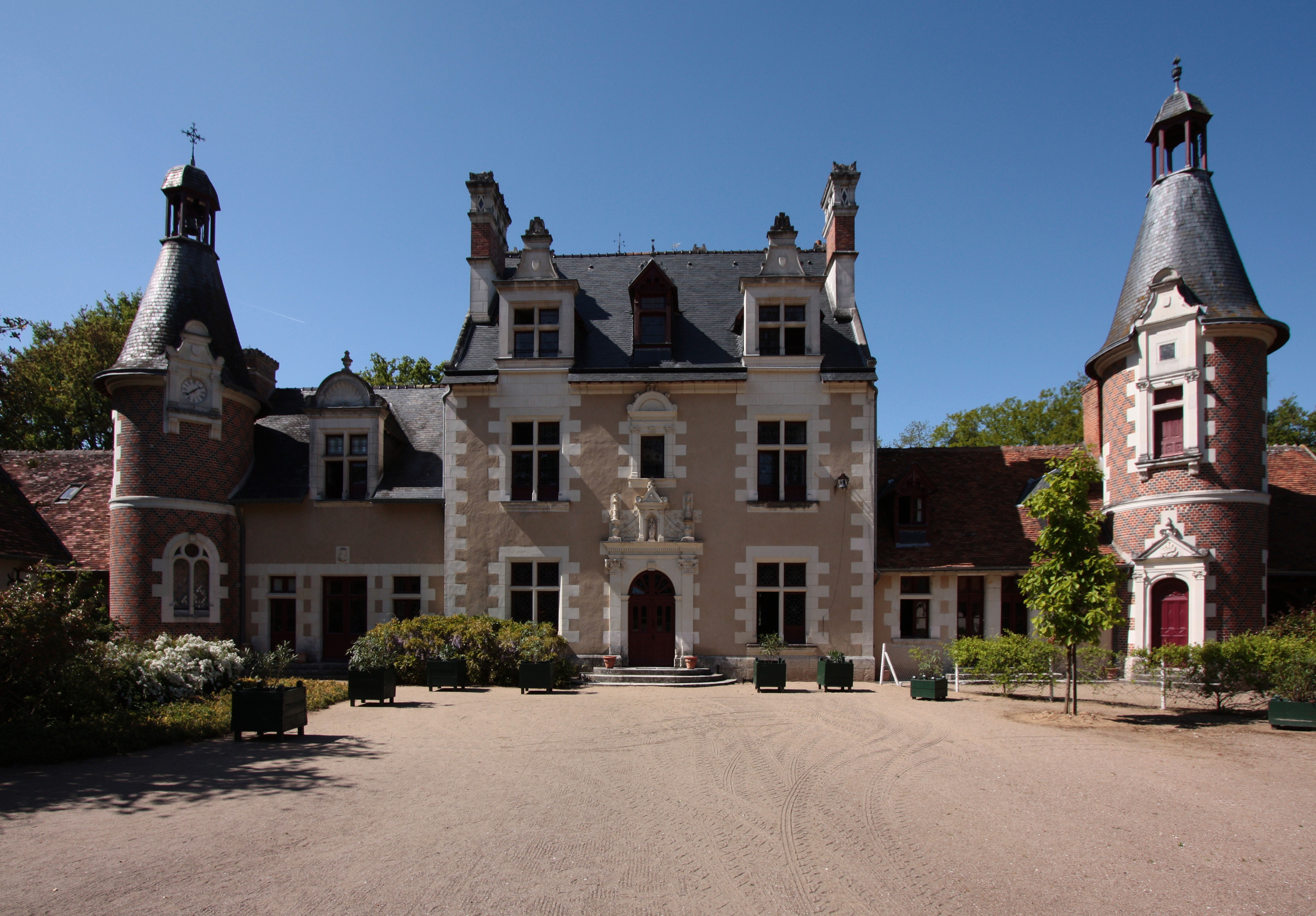
Zamek w Troussay

### Główne zamki królewskie
- Zamek w Amboise
- Zamek w Angers
- Zamek w Blois
- Zamek w Chambord
- Zamek Chenonceau (Chenonceaux)
- Zamek w Chinon
- Zamek Gaillard w Amboise (Château-Gaillard)
- Zamek w Langeais
- Zamek w Loches
- Zamek Plessis-lèz-Tours (Château de Plessis-lèz-Tours) (Tours)
- Zamek w Saumur
- Zamek w Tours

### Ważne zamki szlacheckie
- Zamek w Azay-le-Rideau
- Zamek Beauregard (Cellettes)
- Zamek w Brézé
- Zamek w Brissac
- Zamek Chanteloup (Amboise)
- Zamek w Châteaudun
- Zamek w Chaumont (Chaumont-sur-Loire)
- Zamek w Cheverny
- Zamek Clos-Lucé (Amboise)
- Zamek Książąt Bretanii (Château des ducs de Bretagne) (Nantes)
- Zamek w Gien
- Pałac Jacques-Cœur (Palais Jacques-Cœur) (Bourges)
- Zamek w Le Lude
- Zamek w Meillant
- Zamek w Montsoreau
- Pałac Książęcy w Nevers (Palais ducal de Nevers)
- Zamek w Richelieu
- Zamek w Sully-sur-Loire
- Zamek w Ussé
- Zamek w Valençay
- Zamek w Vendôme
- Zamek w Villandry

### Inne zamki zachowane do dziś
- Zamek w Ainay-le-Vieil
- Zamek w Ancenis
- Zamek w Anet
- Zamek w Argy
- Zamek w Azay-le-Ferron
- Zamek w Baugé
- Zamek w Beaugency
- Zamek Boisgibault (Ardon)
- Zamek Boumois (Saint-Martin-de-la-Place)
- Zamek w Briare
- Zamek w Bussière
- Zamek Candé (Monts)
- Zamek Chamerolles (Chilleurs-aux-Bois)
- Zamek w Champtoceaux
- Zamek w Châteauneuf-sur-Loire
- Zamek w Chémery
- Zamek w Chissay
- Zamek Clermont (Le Cellier)
- Zamek w Courtalain
- Zamek w Dampierre-en-Burly
- Zamek w Fougères-sur-Bièvre
- Zamek w Gizeux
- Zamek Goulaine (Haute-Goulaine)
- Zamek Grand-Blottereau (Nantes)
- Zamek Gué-Péan (Monthou-sur-Cher)
- Zamek w Huisseau-sur-Mauves
- Zamek La Bourdaisière (Montlouis-sur-Loire)
- Zamek w La Bussière
- Zamek La Farinière (Cinq-Mars-la-Pile)
- Zamek w La Ferté-Saint-Aubin
- Zamek La Huardière (Sully-sur-Loire)
- Zamek La Possonnière (Couture-sur-Loir)
- Zamek La Verrerie (Oizon)
- Zamek w Lavardin
- Zamek Le Moulin (Lassay-sur-Croisne)
- Zamek Le Plessis-Bourré (Écuillé)
- Zamek Le Rivau (Lemere)
- Zamek Le Roujoux (Fresnes)
- Zamek Les Réaux (Chouzé-sur-Loire)
- Zamek L'Islette (Cheillé)
- Zamek w Luynes
- Zamek Menaudière (Chissay-en-Touraine)
- Zamek w Menars
- Zamek w Meung-sur-Loire
- Zamek Montgeoffroy (Mazé)
- Zamek w Montigny-le-Gannelon
- Zamek Montpoupon (Céré-la-Ronde)
- Zamek w Montrésor
- Zamek w Montreuil-Bellay
- Zamek w Montrichard
- Zamek w Oudon
- Zamek w Ponts-de-Cé
- Zamek w Saché
- Zamek w Saint-Aignan
- Zamek w Saint-Brisson
- Zamek w Selles-sur-Cher
- Zamek Serrant (Saint-Georges-sur-Loire)
- Zamek w Talcy
- Zamek w Trèves (Chênehutte-Trèves-Cunault)
- Zamek Troussay (Cheverny)
- Zamek Valmer (Chançay)
- Zamek Varennes (Savennières)
- Zamek Villesavin (Tour-en-Sologne)